# Sphegina malaisei
Sphegina malaisei (лат.) — вид мух-журчалок из подсемейства Eristalinae.

## Распространение
Юго-Восточная Азия: Мьянма, Вьетнам и Таиланд.

## Описание
Мухи средней величины (длина тела 6,0—7,5 мм; длина крыльев 5,5—6,5 мм). Основная окраска буровато-чёрная с жёлтыми отметинами; грудь чёрная с синеватым отблеском. Форма тела стройная с булавовидным стебельчатым брюшком. Отличаются почти полностью жёлтыми передними и средними ногами (кроме  нескольких чёрных апикальных члеников лапок). Голова с сильно вогнутым лицом; щёки линейные; глаза и лицо голые, дихоптические у обоих полов (глаза разделённые лбом); антенны короткие (примерно как лицо) с округлым 3-м члеником; ариста голая или опушенная. Ноги нормальные стройные, кроме задних увеличенных бедер, с вентроапикальными шиповидными щетинками.
Биология остаётся малоисследованной. В Мьянме мух собрали в облачном лесу на заболоченных участках и с ручьями на высоте 2000 м. Образец из Вьетнама был собран ловушкой Малеза возле перевала Трам Тон, самого высокого горного перевала Вьетнама (1900 м), около горы Фан Си Пан. Ловушка была установлена в районе горного леса, нарушенного пасущимися буйволами и содержащего небольшие ручьи. Несмотря на холодную и влажную погоду, насекомые довольно обильно летали.

## Классификация и этимология
Вид был впервые описан в 2015 году диптерологами из Финляндии (Heikki Hippa, Zoological Museum, Турку), Голландии (Jeroen van Steenis, Naturalis Biodiversity Center, Лейден) и России (Валерий Мутин, Амурский государственный университет, Комсомольск-на-Амуре) по материалам, собранным в 1934 году шведским энтомологом Рене Малезом (1892—1978) в северо-восточной Бирме. Включён в состав подрода Asiosphegina Stackelberg, 1974, для которого характерна ланцетовидная форма первого стернума и широкий постметакоксальный киль. Вид сходен с S. carinata. Видовое название S. malaisei дано в честь Рене Малеза, собравшего типовую серию.